# Marta Kauffman
Marta Kauffman (født 21. september 1956) er en amerikansk forfatter og tv-producent, bedst kendt som medskaber af den populære sitcom Venner, sammen med David Crane. Både Crane og Kauffman var executive producere af showet, sammen med Kevin Bright. Crane og Kauffman har også produceret tv-serien Veronicas Closet. I 2005-2006 var hun en executive producer på tv-serien Relaterede.
Kauffman gik på Brandeis University, hvor hun studerede teater. Hun blev færdig i 1978. Kauffman bor sammen med sin mand Michael Skloff i Los Angeles. Kauffman har tre børn: Hannah, Sam og Rose.